# Червеноглава сврачка
Червеноглава сврачка (Lanius senator) е вид птица от семейство Сврачкови (Laniidae).

## Физически характеристики
Дължина на тялото: 13 cm. Оперение: Има полов и възрастов диморфизъм. Мъжкият е с червена глава с черно чело и черна презочна ивица, шията и предната част на гърба са червени, плещите, кръста и крайните опашни пера – бели, а останалата горна част на тялото – черна. Отдолу е бял с кремав оттенък. Женската отгоре е по-светла и с бяла юздичка. При младите оперението отгоре е кафяво, а отдолу по-светло и изцяло изпъстрено с кафяви люсповидни шарки. От белочелата сврачка се отличава по червената глава и белия кръст.
Обитава сухи места в равнини с повече дървета и храсти.